# Агдеринский район
Агдери́нский райо́н (азерб. Ağdərə rayonu) — район в Азербайджане. Административный центр — город Агдере. Район в 1930—1939 годах носил название Джерабе́ртский, в 1939—1991 годах — Мардаке́ртский райо́н. В 1992 году Агдеринский район был упразднён, а территория была разделена между Кельбаджарским, Тертерским и Агдамским районами. В 2023 году район был восстановлен почти в границах 1992 года. Является частью Карабахского экономического района.

## География
Район расположен в горной, частично в равнинной зоне. На севере упирается в хребет Муровдаг (наивысшая точка — гора Гямыш, 3724 м). В горной зоне отложились вулканогенно-осадочные породы и осадочные породы юры и мела, в равнинной зоне — галечник и супесь антропогена. Среди полезных ископаемых — полиметаллические руды, известняк, гипс.
Средняя температура января — от 1 °C до —10 °C, июля — от 25 °C до 10 °C. Годовая норма осадков — от 400 до 900 мм. Основные реки — Тертер и Хачинчай.
Около 44 % территории района покрыто лесами (дуб, бук, граб, дикая фисташка, можжевельник и др.), имеются субальпийские и альпийские луга. На севере распространены травянистые растения. Из животных встречаются безоаровый козёл, серая белка, соня, медведь; из птиц — фазан, турач и пр.

## Экономика
В позднесоветскую эпоху основную роль в экономике района играли виноградарство, животноводство, хлебопашество и табаководство. На 1980 год имелось 63,2 тысяч га пригодной для сельскохозяйственных нужд земли, из которых 19,3 тысяч га занимали пашни, 8,2 тысяч га — многолетние растения, 0,4 тысяч га — пар, 1,8 тысяч га — сенокос и 33 тысяч га — пастбища.
В советский период промышленность района была нацелена в основном на производство сельскохозяйственной продукции. В районе имелись производственный и лесопромышленный комбинаты, винодельческие предприятия, отдел республиканского комитета по производственно-техническому обеспечению сельского хозяйства, инкубаторно-птицеводческая станция.
В 1976 году были введены в эксплуатацию Сарсангское водохранилище объёмом 560 миллионов м³ и Сарсангская (Тертерская) ГЭС мощностью 50 МВт.

## История
Район образован 8 августа 1930 года при переходе на районное административно-территориальное деление как Джерабертский район в составе Нагорно-Карабахской автономной области (НКАО) Азербайджанской ССР, с административным центром в селе (с 1960 года — посёлке городского типа) Мардакерт (ныне Агдере). 17 сентября 1939 года Джерабертский район был переименован в Мардакертский.
Помимо Мардакерта в районе было два посёлка городского типа: Мадагиз (статус посёлка городского типа с 1943 года по 1978 год; ныне село Суговушан) и Ленинаван (статус посёлка городского типа с 1966; ныне посёлок Шыхарх). Являлся крупнейшим по площади и по населению районом Нагорно-Карабахской автономной области. Имел преимущественно армянское население.
В 1976 году в районе было семь больниц, 44 фельдшерско-акушерских пункта, санитарно-эпидемиологическая станция. По состоянию на 1982 год, в районе функционировали три начальные, 17 восьмилетних и 30 полных средних школ, техническое профучилище, семилетняя музыкальная школа, 62 клуба, 51 библиотека, 17 киноустановок. С 1932 года издавалась районная газета «Барекамутюн», с 1966 года имелась местная редакция радиопередач.
2 сентября 1991 года на совместной сессии Нагорно-Карабахского областного и Шаумяновского районного Советов народных депутатов Азербайджанской ССР в границах Нагорно-Карабахской автономной области (НКАО) и прилегающего Шаумяновского района Азербайджанской ССР была провозглашена Нагорно-Карабахская Республика.
26 ноября 1991 года Верховный Совет Азербайджана принял закон об упразднении НКАО. По этому же закону, Мардакертский район был переименован в Агдеринский. В 1992 году несколько населённых пунктов из состава Агдеринского района были переданы в состав Тертерского района. Затем, в том же году Агдеринский район был упразднён, а его территория была разделена между Агдамским, Кельбаджарским и Тертерским районов.
В ходе Первой Карабахской войны район стал театром ожесточённых военных действий. Летом 1992 года азербайджанские войска восстановили контроль примерно над 80 % его территории, в том числе райцентром, однако не смогли воспользоваться полученным преимуществом из-за нехватки личного состава и потеряли контроль над территорией почти всего на тот момент бывшего Агдеринского района к концу февраля 1993 года, а концу июня над большей частью северной части Карабаха. 27 июня (по другим данным — 7 июля) 1993 года армянские вооружённые формирования заняли город Агдере.
По окончании войны восточная часть бывшего Мардакертского района НКАО, включая посёлок Ленинаван (Шыхарх) и село Гасангая, осталась под контролем Азербайджана. Остальная часть территории бывшего района, за исключением нескольких оказавшихся в «серой зоне» населённых пунктов, была занята армянскими вооружёнными силами НКР, в составе которой территория была преобразована в Мартакертский район.
В ходе Второй Карабахской войны Азербайджан восстановил контроль над небольшой территорией на северо-востоке бывшего района, закрепившись в населённых пунктах Талыш и Мадагиз (Суговушан). 19 сентября 2023 года Азербайджан провёл боевую операцию в Нагорном Карабахе, по итогам которой территория бывшего на тот момент района полностью вернулась под контроль Азербайджана.
15 октября 2023 года президент Азербайджана Ильхам Алиев посетил город Агдере и поднял государственный флаг республики на центральной площади города.
5 декабря 2023 года Милли Меджлис утвердил законопроект о восстановлении Агдеринского района, а 27 декабря 2023 года закон был подписан президентом Ильхамом Алиевым.

## Население
| Год  | Армяне | %    | Азербайджанцы | %    | Русские | %   | Всего  |
| ---- | ------ | ---- | ------------- | ---- | ------- | --- | ------ |
| 1926 | 29 292 | 92,2 | 1 914         | 6,0  | 434     | 1,4 | 31 768 |
| 1939 | 36 453 | 89,3 | 2 833         | 6,9  | 1 244   | 3,0 | 40 812 |
| 1959 | 33 555 | 88,9 | 3 415         | 9,1  | 611     | 1,6 | 37 734 |
| 1970 | 38 220 | 86,9 | 5 168         | 11,7 | 348     | 0,8 | 4 004  |
| 1979 | 37 050 | 83,1 | 7 050         | 15,8 | 355     | 0,8 | 44 586 |